# Табеєв Фікрят Ахмеджанович
Фікрят Ахмеджанович Табе́єв (4 березня 1928, село Азеєво Рязанської губернії, тепер Єрмішинського району Рязанської області, Російська Федерація — 3 червня 2015, місто Москва, Російська Федерація) — радянський державний діяч, 1-й секретар Татарського обкому КПРС, Надзвичайний і Повноважний Посол СРСР у Демократичній Республіці Афганістан. Член ЦК КПРС у 1961—1990 роках. Депутат Верховної Ради СРСР 5—11-го скликань. Член Президії Верховної Ради СРСР у 1962—1980 роках. Народний депутат СРСР (1989—1991). Кандидат економічних наук, почесний доктор Казанського університету (2008).

## Життєпис
Народився в родині Ахмеджана Табеєва, активного учасника громадянської війни в Росії, який загинув під час німецько-радянської війни зимою 1942 року.
Трудову діяльність розпочав у 1945 році колгоспником.
У 1951 році закінчив Казанський державний університет.
Член ВКП(б) з 1951 року.
У 1950—1954 роках — асистент, викладач кафедри політичної економії Казанського державного університету. У 1954—1955 роках — слухач Курсів підвищення кваліфікації викладачів при Московському державному університеті. У 1955—1957 роках — викладач, доцент кафедри політичної економії Казанського державного університету.
У 1957—1959 роках — завідувач відділу науки, шкіл і культури Татарського обласного комітету КПРС.
У 1959 — 28 жовтня 1960 року — секретар Татарського обласного комітету КПРС.
28 жовтня 1960 — 2 листопада 1979 року — 1-й секретар Татарського обласного комітету КПРС.
10 листопада 1979 — 13 серпня 1986 року — Надзвичайний і Повноважний Посол СРСР у Демократичній Республіці Афганістан.
27 червня 1986 — 15 травня 1990 року — 1-й заступник голови Ради міністрів Російської РФСР.
У 1990—1991 роках — заступник голови Комітету Верховної ради СРСР з міжнародних справ.
У січні 1992 — 15 листопада 1993 року — голова Російського фонду федерального майна.
З 1993 року — на пенсії в місті Москві. З 1995 року — старший радник холдингової компанії «Нефтек», також був почесним членом ради директорів ВАТ «КАМАЗ». Член редакційної ради газети «Татарский мир» та член правління некомерційного партнерства «Ватаним» у Москві.
Помер у Москві 3 червня 2015 року після тривалої хвороби. Похований на Даниловському мусульманському кладовищі в Москві.

## Нагороди і звання
- п'ять орденів Леніна
- орден Жовтневої Революції
- орден Дружби народів
- орден «За заслуги перед Республікою Татарстан» (2008)
- медалі
- Надзвичайний і Повноважний Посол (1979)
- Почесний громадянин міста Казані (2008)
- Почесний громадянин міста Набережних Човнів (2008)